# Белль-Сентер (Огайо)
Белль-Сентер (англ. Belle Center) — селище (англ. village) в США, в окрузі Лоґан штату Огайо. Населення — 809 осіб (2020).

## Географія
Белль-Сентер розташований за координатами 40°30′32″ пн. ш. 83°44′43″ зх. д. / 40.50889° пн. ш. 83.74528° зх. д. (40.509011, -83.745293).  За даними Бюро перепису населення США в 2010 році селище мало площу 1,83 км², з яких 1,80 км² — суходіл та 0,03 км² — водойми.

## Демографія
Згідно з переписом 2010 року, у селищі мешкало 813 осіб у 322 домогосподарствах у складі 232 родин. Густота населення становила 444 особи/км².  Було 345 помешкань (188/км²).
Расовий склад населення:
| - 98,2 % — білих - 0,2 % — азіатів - 0,1 % — корінних американців - 0,1 % — чорних або афроамериканців |

До двох чи більше рас належало 1,1 %. Частка іспаномовних становила 0,6 % від усіх жителів.
За віковим діапазоном населення розподілялося таким чином: 26,6 % — особи молодші 18 років, 57,9 % — особи у віці 18—64 років, 15,5 % — особи у віці 65 років та старші. Медіана віку мешканця становила 37,2 року. На 100 осіб жіночої статі у селищі припадало 92,7 чоловіків;  на 100 жінок у віці від 18 років та старших — 86,6 чоловіків також старших 18 років.
Середній дохід на одне домашнє господарство  становив 55 617 доларів США (медіана — 51 000), а середній дохід на одну сім'ю — 64 513 долари (медіана — 60 583). Медіана доходів становила 45 500 доларів для чоловіків та 33 583 долари для жінок. За межею бідності перебувало 10,6 % осіб, у тому числі 14,5 % дітей у віці до 18 років та 11,5 % осіб у віці 65 років та старших.
Цивільне працевлаштоване населення становило 399 осіб. Основні галузі зайнятості: виробництво — 31,3 %, освіта, охорона здоров'я та соціальна допомога — 19,8 %, науковці, спеціалісти, менеджери — 7,3 %, транспорт — 5,8 %.